# Паранормальное явление: Метка Дьявола
«Паранормальное явление: Метка Дьявола» (англ. Paranormal Activity: The Marked Ones — «Паранормальное явление: Меченые») — американский фильм ужасов о сверхъестественном 2014 года из серии «Паранормальное явление». Сценарист и режиссёр — Кристофер Лэндон. Фильм вышел на экраны 3 января 2014 года в США, Мексике и Канаде и 9 января в России. Фильм является спин-оффом, где фигурируют персонажи-латиноамериканцы, и вышел за год до пятой части «Паранормального явления». Он также стал второй режиссёрской работой Кристофера Лэндона после фильма «Горящие пальмы» и первой его работой, снятой в стиле найденной плёнки.

## Сюжет
Действие фильма происходит в 2012 году в Окснарде, штат Калифорния. Выпускник школы Джесси живёт со своим отцом и бабушкой, а в квартире под ними живёт Анна, которую все считают ведьмой. Однажды Анну находят мёртвой, и полиция подозревает Оскара, бывшего одноклассника Джесси. Джесси вместе с друзьями решает осмотреть квартиру Анны. Там он находит следы проведения обрядов чёрной магии и фотографию Джесси. Среди найденного также оказываются несколько видеокассет, включая детские записи Кэти и Кристи, и книги заклинаний, одна из которых позволяет создавать порталы в богомерзкие места. На следующее утро Джесси обнаруживает у себя на руке странный укус. Чуть позже, когда Джесси с его другом Гектором вечером возвращаются домой, на них нападают бандиты. Бандиты начинают избивать Джесси, но тот отбрасывает их от себя с нечеловеческой силой. Джесси и Гектор отправляются к Марисоль, их общей подруге, чтобы поведать о случившемся, но во время разговора выясняется, что Джесси об этом ничего не помнит. После этого с Джесси начинают происходить необъяснимые вещи, и он понимает, что обладает сверхъестественными способностями.
На вечеринке Джесси и Гектор знакомятся с Пенелопой, которую Джесси отводит в квартиру Анны, чтобы заняться с ней сексом. Пенелопа случайно открывает потайную дверь в подвал, из которого появляется Оскар и тянет Пенелопу вниз. Пенелопа в ужасе убегает, а Джесси внезапно сталкивается с Оскаром. Джесси замечает, что у Оскара чёрные белки в глазах, а также укус на руке, такой же, как и у него самого. Оскар говорит Джесси, что они вдвоём должны убить себя, иначе причинят зло тем, кого любят. Оскар убегает, и Джесси пускается за ним в погоню, но Оскару удаётся скрыться из виду и совершить намеренное самоубийство, спрыгнув с крыши.
Джесси зовёт друзей помочь ему обыскать подвал и находит там фотографии Оскара, самого себя и своей семьи. Увидев на одной из фотографий свою мать (беременную им) вместе с Анной, Джесси предполагает, что его умершая мать и Анна были знакомы. В следующие несколько дней с Джесси продолжают происходить странные вещи; он становится угрюмым и мрачным, и ведёт себя всё страннее. Спустя пару дней Джесси замечает пропажу своего пса, и, случайно услышав тявканье из подвала, бросается на помощь. Но вместо своей собаки он встречает в подвале призрачные фигуры маленьких Кэти и Кристи. Затем неизвестная тёмная сущность атакует Джесси, и он просыпается в своей постели.
Джесси продолжает становиться более мрачным и жестоким; он мучает своего пса и сталкивает свою бабушку с лестницы, когда она предпринимает попытку изгнать из Джесси тёмный дух с помощью магии, после чего бабушка попадает в реанимацию. Гектор и Марисоль просят Артуро о помощи и узнают о том, что Оскар общался с Эли Рэй — девушкой, изучающей демонов, после того, как Кэти убила её отца и приёмную мать, и похитила её младшего сводного брата Хантера. Эли Рэй рассказывает Гектору и Марисоль о том, что ведьмы собираются устроить шабаш и для этого создают армию одержимых молодых мужчин. Она также даёт им адрес дома, где ведьмы планируют провести свой последний ритуал. На пути туда Гектор и Марисоль подвергаются неожиданному нападению уже полностью одержимого Джесси, однако Марисоль удаётся ударить Джесси по голове бейсбольной битой, после чего тот теряет сознание. Гектор и Марисоль решают отвезти Джесси в больницу, но по дороге они попадают в аварию: машину таранят неизвестные на внедорожнике. Сразу же после столкновения они похищают Джесси и уезжают, а Марисоль и Гектора оставляют без сознания. Оправившись, Гектор и Марисоль снова обращаются за помощью к Артуро и вместе с ним и его братом Санто едут к предполагаемому месту заточения Джесси — дому бабушки Лоис, где были убиты мать Кэти и Кристи и её парень. Рядом с домом они находят женщину в клетке, которая умоляет их о помощи. Внезапно на компанию нападают ведьмы, собравшиеся в доме на шабаш; Артуро погибает, отстреливаясь от нападающих из дробовика, а Гектор и Марисоль спасаются бегством и укрываются в доме.
В поисках выхода Гектор и Марисоль разделяются, и Гектор теряет её из виду. Мгновением позже мёртвое тело Марисоль падает с потолка на пол в одной из комнат. Джесси нападает на Гектора, и тот, убегая, попадает в портал. Он оказывается дома у Кэти и Мики в ту ночь, когда Кэти полностью овладевает демон. Гектор видит, как Кэти спускается по лестнице, и просит её помочь ему. Вместо этого Кэти берёт в руки столовый нож и громко зовёт Мику. Мика прибегает и собирается расправиться с Гектором, но внезапно на Мику набрасывается Кэти с ножом и убивает его. Тем временем Гектор в ужасе бежит из комнаты и встречается лицом к лицу с Джесси. Камера выпадает из рук Гектора, и за кадром Джесси, которым полностью овладел демон, убивает его. Все звуки затихают; камера лежит неподвижно ещё несколько секунд, после чего одна из ведьм берёт камеру в руки и выключает запись, на чём фильм заканчивается.

## В ролях
| Актёр          | Роль             |
| -------------- | ---------------- |
| Эндрю Джейкобс | Джесси Ариста    |
| Ричард Кебрал  | Артуро Лопез     |
| Карлос Праттс  | Оскар Лопез      |
| Габриэль Уолш  | Марисоль Варгас  |
| Хорхе Диас     | Гектор Эстрелла  |
| Катрин Торбио  | Пенелопа         |
| Ноэми Гонсалес | Иветта Ариста    |
| Жижи Фесхолд   | Натали           |
| Дэвид Саусето  | Цезарь Ариста    |
| Джулиан Уоркс  | Пабло            |
| Молли Эфраим   | Элли Рэй         |
| Кэти Фезерстон | взрослая Кэти    |
| Хлоя Ксенджери | Кэти в детстве   |
| Джессика Браун | Кристи в детстве |
| Мика Слот      | Мика             |

## Производство
Фильм был анонсирован в апреле 2012 года. Первый тизер был показан после титров «Паранормального явления 4»; данная сцена присутствует только в версии фильма, выпущенной в кинотеатрах. Несмотря на то, что целевой аудиторией фильма является Латинская Америка, все диалоги в фильме ведутся не на испанском языке, а на английском. Сценаристом и режиссёром фильма был выбран Кристофер Лэндон, написавший сценарий к фильму «Паранойя» и трём частям «Паранормального явления». Было также объявлено, что фильм будет спин-оффом к серии «Паранормальное явление», то есть не сиквелом, приквелом или перезапуском. Продолжая традицию предыдущих частей, фильм решили снять в стиле найденной плёнки.
Съёмки завершились только в конце июля 2013 года, о чём сообщил продюсер проекта Джейсон Блум. В результате дата релиза фильма была перенесена с 25 октября 2013 года на 3 января 2014 года.

## Прокат и сборы
Выход фильма в широкий прокат осуществлялся в разное время в разных регионах. Мировая премьера состоялась 1 января 2014 года в Бельгии, Великобритании, Ирландии, Испании, Перу, Франции и франкоязычных кантонах Швейцарии. Премьера в России состоялась 9 января. Фильм не оправдал ожиданий по кассовым сборам, заняв второе место по сборам в США в первый уикенд после премьеры с результатом в 18 343 611 долларов.
По состоянию на 25 января 2014 года сборы в России составили 5 662 550 долларов, общемировые — 75 697 368 долларов.

## Критика
Фильм получил в основном негативные отзывы кинокритиков. Фильм имеет рейтинг 4,6 балла из 10 по версии агрегатора Rotten Tomatoes, с 38 % процентами положительных отзывов на основе 69 рецензий. Критический консенсус сайта гласит: «Смена сеттинга оживила франшизу, но „Метке Дьявола“ явно не хватает по-настоящему страшных моментов, оправдывающих выпуск уже пятого фильма в серии». На Metacritic, ресурсе, дающем единый рейтинг по 100-балльной шкале на основе множества отзывов от кинокритиков, фильм имеет рейтинг «смешанный или средний» — 42 % (на основе 19 отзывов).
На сайте Bloody Disgusting, посвящённом фильмам ужасов, критик Эван Диксон дал фильму рейтинг 4 из 5. По его мнению, «весёлый, страшный и удивительно кинематографичный по меркам стиля найденной плёнки, „Метка Дьявола“ может стать первым фильмом из серии „Паранормальное явление“, который при просмотре ощущается как полноценный фильм крупного калибра». Диксон также отметил, что фильм "стои́т наравне с «Паранормальным явлением 3».